# Убийството на Роджър Акройд
„Убийството на Роджър Акройд“ (на английски: The Murder of Roger Ackroyd), издавана също като „Алиби“, е криминален роман на английската писателка Агата Кристи, издаден през 1926 година.
В центъра на сюжета е повтарящият се герои на Агата Кристи Еркюл Поаро, който след оттеглянето си трябва да разследва убийството на свой съсед и приятел. Книгата става една от най-популярните в творчеството на Агата Кристи и оказва силно развитие върху развитието на целия жанр.
„Убийството на Роджър Акройд“ е издадена на български през 1938 година в превод на Мария Ранкова, а след това през 1967 година в превод на Борис Миндов, многократно преиздаван след това.